# 劉觀 (天順進士)
劉觀（1407年—？），字文光，江西南昌府新建縣人，明朝政治人物。進士出身。

## 生平
江西鄉試第四十三名。天順元年（1457年）丁丑科會試第一百八名，殿試登進士第二甲第九十三名。

## 家族
曾祖劉景昇。祖父劉伯淵，曾任驛丞。父亲劉禮實。